# Кесс (округ, Небраска)
Шаблон:StateAbbr_ 40°55′ пн. ш. 96°08′ зх. д. / 40.91° пн. ш. 96.14° зх. д.
Округ Кесс (англ. Cass County) — округ (графство) у штаті Небраска, США. Ідентифікатор округу 31025.

## Історія
Округ утворений 1854 року.

## Демографія
За даними перепису 2000 року загальне населення округу становило 24334 осіб, зокрема міського населення було 7172, а сільського — 17162.
Серед мешканців округу чоловіків було 12028, а жінок — 12306. В окрузі було 9161 домогосподарство, 6806 родин, які мешкали в 10179 будинках.
Середній розмір родини становив 3,07.
Віковий розподіл населення поданий у таблиці:
| Стать    | До 15 років | 15-21 | 22-29 | 30-39 | 40-49 | 50-65 | 65-85 | Понад 85 |
| -------- | ----------- | ----- | ----- | ----- | ----- | ----- | ----- | -------- |
| Чоловіки | 2874        | 1142  | 947   | 1854  | 1969  | 1983  | 1150  | 109      |
| Жінки    | 2733        | 1083  | 1029  | 1837  | 1960  | 1923  | 1431  | 310      |

## Суміжні округи
- Сарпі — північ
- Міллс, Айова — північний схід
- Фремонт, Айова — південний схід
- Ото — південь
- Ланкастер — захід
- Сондрес — північний захід

## Виноски
1. ↑  US Decennial Census. US Census Bureau. Архів оригіналу за 12 квітня 2013. Процитовано 6 грудня 2014.
2. ↑  Historical Census Browser. University of Virginia Library. Архів оригіналу за 11 Серпня 2012. Процитовано 6 грудня 2014.
3. ↑  Population of Counties by Decennial Census: 1900 to 1990. US Census Bureau. Архів оригіналу за 27 Квітня 2015. Процитовано 6 грудня 2014.
4. ↑  Census 2000 PHC-T-4. Ranking Tables for Counties: 1990 and 2000 (PDF). US Census Bureau. Архів оригіналу (PDF) за 18 Грудня 2014. Процитовано 6 грудня 2014.
5. ↑  State & County QuickFacts. US Census Bureau. Архів оригіналу за 8 липня 2011. Процитовано 17 вересня 2013.(англ.) Наведено за англійською вікіпедією.
6. ↑  American FactFinder. Бюро перепису населення США. Архів оригіналу за 29 липня 2011. Процитовано 31 січня 2008.

| США | Це незавершена стаття з географії США. Ви можете допомогти проєкту, виправивши або дописавши її. |